# Zawadki (powiat tomaszowski)
Zawadki – wieś w Polsce położona w województwie lubelskim, w powiecie tomaszowskim, w gminie Susiec.
W latach 1975–1998 miejscowość należała administracyjnie do województwa zamojskiego.
Wieś stanowi sołectwo gminy Susiec.  Według Narodowego Spisu Powszechnego z roku 2011 wieś liczyła 123 mieszkańców.
Wierni Kościoła rzymskokatolickiego należą do parafii Opieki św. Józefa i św. Michała Archanioła w Łosińcu.